# Arreau
Arreau (em catalão:  Àrreu) é uma comuna francesa na região administrativa de Occitânia, no departamento dos Altos Pirenéus. Estende-se por uma área de 11,12 km², Em 2010 a comuna tinha 811 habitantes (densidade: 72,9 hab./km²)..